# グレーベンハイン
グレーベンハイン (ドイツ語: Grebenhain) は、ドイツ連邦共和国ヘッセン州フォーゲルスベルク郡の町村（以下、本項では便宜上「町」と記述する）である。

## 地理

### 位置
グレーベンハインは、フォーゲルスベルク山地南東部の高度 400 m から 733 m に位置する。フルダの西約 30 km にあたる。

### 隣接する市町村
グレーベンハインは、北はヘルプシュタイン（フォーゲルスベルク郡）、東はホーゼンフェルト（フルダ郡）、南はフライエンシュタイナウ（フォーゲルスベルク郡）およびビルシュタイン（マイン＝キンツィヒ郡）、南西はゲーデルン（ヴェッテラウ郡）、西はショッテン（フォーゲルスベルク郡）と境を接している。

### 自治体の構成
自治体グレーベンハインは、以下の 15 の地区からなる。バンネロート、ベルムーツハイン、クラインフェルト、グレーベンハイン、ハルトマンスハイン、ハイスタース、ヘルヒェンハイン、イルベスハウゼン＝ホーホヴァルトハウゼン、メッツロス、メッツロス＝ゲハーク、ネスベルツ＝ヴァイトモース、ファイツハイン、フォルカーツハイン、ヴュンシェン＝モース、ツァーメン。町政機関はグレーベンハインにある。

## 歴史

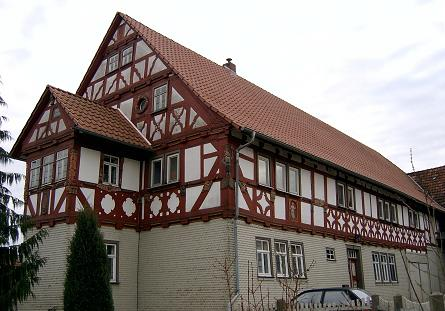
クラインフェルトのエーデルホーフ

フォーゲルスベルク山地内に位置する現在のグレーベンハインの町域は、中世盛期のフルダ修道院長による土地開発の時代である 8世紀から 11世紀までの間に、おそらく何度にもわたってヴェッテラウ地方から入植がなされた。町内で最も古い集落はクラインフェルトで、フルダ修道院の寄贈メモによって 9世紀からその存在が示されている。クラインフェルトについての、地論の余地がないほど明確な最初の記述は、1012年の王の文書に遺されている。この文書には、ベルンムートハウゼンやイルベスハウゼンの最初の記録も含まれている。
クラインフェルトは、中世の 2つの街道が交差する地点に面し、1821年までは裁判所が置かれていた。この交差点には、現在もヘッセン方伯の上級官僚の居館兼役所が遺されており、「エーデルホーフ」（貴族の屋敷を意味する）と呼ばれている。この装飾が豊かな木組み建築は、1685年にイルベスハウゼンの大工ハンス・ムートによって建設された。ハンス・ムートは1691年にオーバーヘッセンで最も重要な木組み建築の一つであるイルベスハウゼンのハンゼンミューレ（別名 トイフェルスミューレ）を建設した。クラインフェルトは今日まで、教区の所在地である。1834年から1857年に国道（現在の連邦道 B275号線）が建設され、1901年および1906年にフォーゲルスベルク鉄道が開通するまではクラインフェルトがこの地域の首邑であった。
ベルムーツハイン、クラインフェルト、グレーベンハインは1434年から、イルベスハウゼンは1376年からヘッセン領となり、1821年までゲリヒト・クラインフェルトを形成した（ゲリヒトは、元々裁判管区を意味する当時の行政区画）を形成していた。このゲリヒトは、ヘッセンのアムト・ニッダに属した。1852年以後はラウターバッハ郡に属した。ハルトマンスハインとヘルヒェンハインは、やはり1434年から1821年までヘッセンのゲリヒト・ブルクハルトに属した。この地域は、1938年までショッテン郡の一部であった。バンネロート、ハイスタース、ネスベルツ、ファイツハイン、ヴァイトモース、ヴュンシェンモース、ツァーメンは1806年までリーデゼル家のゲリヒト・アルテンシュリルフに、メッツロスとメッツロス＝ゲハークはやはり1806年まで同じくリーデゼル家のゲリヒト・モースに属した。1806年の陪臣化によりリーデゼル家のゲリヒトはいずれもヘッセン領となった。フォルカーツハインは1806年までシュトルベルク伯領のアムト・ゲーデルンに属し、その後1938年までショッテン郡に属した。
首邑のゲーベンハインは、1338年に初めて文献に記録されている。15世紀に入るまで、ここでは鉄鉱石が採掘されていた。「アム・アイゼンベルク」（鉄山）という地名や「アイゼンベルクスヴェク」という通りの名前にその名残がうかがわれる。この集落の西側には1789年まで、領主の大きな池があった。現在グレーベンハイン地区の一部であるオーバーヴァルトは1938年から当時のドイツ空軍が建設した爆弾庫跡に第二次世界大戦以後に建設された。
ヘッセン州の地域再編に伴い、バンネロート、ベルムートハイン、クラインフェルトグレーベンハイン（オーバーヴァルトを含む）、ハルトマンスハイン、ヘルヒェンハイン、イルベスハウゼン＝ホーホヴァルトハウゼン、メッツロス、ネスベルツ＝ヴァイトモース、ファイツハイン、フォルカーツハインは1972年1月1日に合併して大きな自治体としてのグレーベンハインを形成した。その後、1972年8月1日に、ハイスタース、ヴュンシェン＝モース、ツァーメンを含むそれまで独立した自治体であったシュタイガータールとメッツロース＝ゲハークがこれに加わった。

## 行政

### 議会
グレーベンハインの町議会は、31議席からなる。

## 経済と社会資本
第二次世界大戦まで、現在のグレーベンハインの町域にあたる地域は、ほぼ完全に農業と手工業で成り立っていた。1936年にオーバーヴァルトでハルトマンスハイン空軍爆弾庫の建設が始まった。その敷地と建物は1945年以降、工業系企業が進出するための足掛かりとなった。こうした企業は主に旧ドイツ東部領土やズデーテン地方からの被追放者や難民で組織された。

### 地元企業
- HELIOS クリニーク・オーバーヴァルト、グレーベンハイン＝オーバーヴァルト、病院
- ロベ・モデルシュポルト、メッツロス＝ゲハーク、模型メーカー[3]
- フォーゲルベルククリニーク、イルベスハウゼン＝ホーホヴァルトハウゼン、病院
- STI Display + Verpackung GmbH、グレーベンハイン＝オーバーヴァルト、展示・包装業[4]
- Saunalux GmbH、ネスベルツ＝ヴァイトモース、サウナ[5]

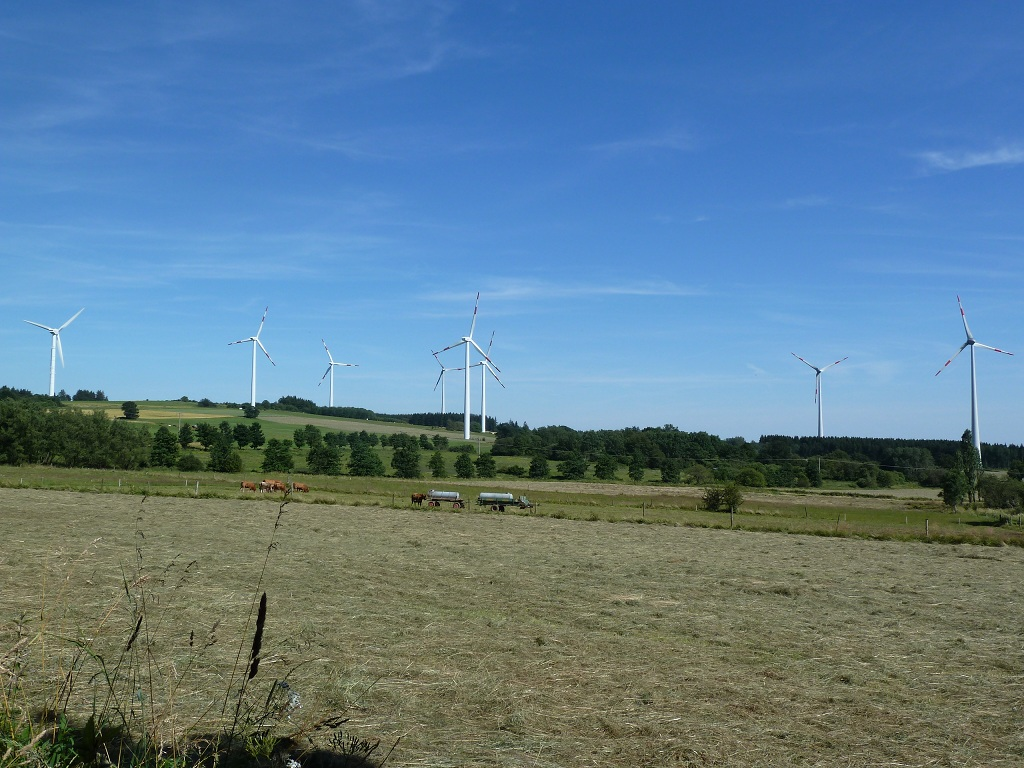
ハルトマンスハイン付近のヴィントエネルギーパーク・フォーゲルスベルク

### エネルギー供給
1990年に、ハルトマンスハイン地区付近にドイツで初めて中低山地のヴィントパークが稼働した。現在、町内には3つのヴィントパーク合わせて18基の風力発電機がある。
- ヴィントエネルギーパーク（ハルトマンスハイン）: 1990年稼働開始（2004年リパワリング、2010年拡張）、8基、総出力 13.5 MW[6]
- ヴィントパーク・クラインフェルト: 1996年稼働開始、4基、総出力 2.4 MW
- ヴィントパーク・フォルカーツハイン: 1995年稼働開始（1998年拡張）、6基、総出力 3.5 MW

### 余暇とスポーツ施設
フォーゲルスベルク鉄道の軌道跡を通るヴルカン自転車道がこの町を通っている。その後、この自転車道はバーンラートヴェク・ヘッセンの一部となった。これは、旧鉄道軌道跡を利用した、全長約 250 kmの、フォーゲルスベルク山地やレーン山地を通る自転車道である。

## 引用
1. ↑  Hessisches Statistisches Landesamt: Bevölkerung in Hessen am 31.12.2023 (Landkreise, kreisfreie Städte und Gemeinden, Einwohnerzahlen auf Grundlage des Zensus 2011)]
2. ↑  2011年3月27日の町議会議員選挙結果、ヘッセン州統計局（2012年8月4日 閲覧）
3. ↑  robbe Modellsport（2012年8月4日 閲覧）
4. ↑  STI Group（2012年8月4日 閲覧）
5. ↑  Saunalux（2012年8月4日 閲覧）
6. ↑  Windenergiepark Vogelsberg (WEPV)（2012年8月4日 閲覧）
7. ↑  Vulkanradweg im Vogelsberg（2012年8月4日 閲覧）
8. ↑  Bahnradweg Hessen（2012年8月4日 閲覧）